# Юніо Валеріо Боргезе
Юніо Валеріо Боргезе (6 червня 1906 — 26 серпня 1974) — італійський військовий і політичний діяч, командувач 10-ї флотилії MAS в період Другої світової війни. У 1970 році взяв участь у розробці та підготовці неофашистського державного перевороту (так званий «путч Боргезе»), який був відкликаний після того, як його викрили ЗМІ. Після цього він переїхав до Іспанії і провів там останні роки свого життя.

## Ранні роки
Юніо Валеріо Боргезе народився в місті Артена (провінція Рим) у знатній дворянській родині Боргезе з Сієни, найвідомішим представником якої був Римський Папа Павло V. Його батько Лівіо Боргезе був 11-м князем Сульмони і молодшим братом знаменитого Шипіоне Боргезе. Дон Юніо Валеріо Боргезе був другим сином князя і носив титул Патриція Рима, Неаполя і Венеції. Однак, у історіографії поряд з його ім'ям зазвичай зустрічається неправильний титул «князь». Боргезе спершу отримав освіту в Лондоні, а в 1923 році вступив до Академії Королівських військово-морських сил Італії в Ліворно.
У 1929 році розпочалась військова кар'єра Боргезе. У 1933 році він уже був командиром підводного човна. Боргезе брав участь у Другій італо-ефіопській війні. Під час італійської інтервенції в громадянську війну в Іспанії командував субмариною «Iride» і нібито втратив двох моряків після того, як його човен був атакований глибинними бомбами з британського есмінця «HMS Havock» (H43).

## Друга світова війна
| «Багато-хто вважає, що італійський елітний підрозділ Decima Flottiglia MAS, який існував в період Другої світової війни, був першим підрозділом спеціального призначення у його сучасному розумінні. Зібрані на початку війни князем Юніо Валеріо Боргезе ці бойові плавці були навчені воювати непомітно, пересуваючись під водою на маленьких субмаринах і штурмових човнах, озброєних торпедами. Ця новаторська тактика і до сьогодні залишається стандартом для військ спеціального призначення по всьому світу.»[2] Оригінальний текст (англ.) «The elite World War II Italian naval unit Decima Flottiglia MAS is considered by many to be the first modern naval commando squad. Assembled by Prince Junio Valerio Borghese at the beginning of the war, these "frogmen" were trained to fight undercover and underwater with small submarines and assault boats armed with a variety of torpedoes—pioneering tactics that remain a standard for Special Forces around the world today» |
На початку Другої світової війни Боргезе прийняв командування підводним човном «Веттор Пізані», а в серпні 1940 року командував підводним човном «Шире», який модифікували, для того щоб на ньому можна було розмістити нову секретну італійську зброю, керовані плавцями торпеди. Це були малі підводні бойові машини з екіпажем з двох чоловік. Вони називались «малошвидкісними торпедами» (siluri a lenta corsa) і отримали прізвисько «свині» (maiali) через погану маневреність. 

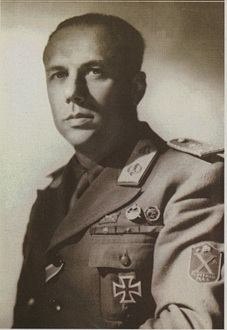
Боргезе в період служби в Десятій флотилії MAS

Вони були частиною Першої флотилії штурмових засобів (1ª Flottiglia Mezzi d'Assalto (MAS)), яка згодом була перейменована на Десяту флотилію (Decima Flottiglia MAS), — елітного диверсійного підрозділу Королівських військово-морських сил Італії.
Як командир «Sciré» Боргезе взяв участь у кількох рейдах з використанням керованих торпед. Перші з них, що проходили у вересні та жовтні 1940 року були спрямовані проти Гібралтару. Вересневий рейд було завершено, коли виявилось, що в гавані немає кораблів. Під час жовтневого рейду Боргезе завів «Шире» в Гібралтарську затоку та здійснив складний підводний перехід для того, щоб випустити торпеди на максимально близькій відстані від цілі. За цю операцію він отримав Золоту медаль «За військову доблесть», незважаючи на те, що рейди в цілому не досягли успіху.
Наступна спроба у травні 1941 року також закінчилася невдачею, але вже 20 вересня 1941 року місія завершилась успіхом — було пошкоджено три торговельні судна, які стояли в гавані. Після цієї операції Боргезе отримав звання Капітана фрегата і був призначений командиром підрозділу підводних операцій Decima MAS.
18 грудня 1941 року підводний човен «Шире» під командуванням Боргезе досяг Александрії і здійснив зухвалий рейд за участі трьох торпед, які сильно пошкодили два лінкори Королівського флоту Великої Британії «Квін Елізабет» і «Валіант», а також ще два кораблі в гавані. Шість моряків, які брали участь в рейді на Александрію, отримали Золоту медаль за військову доблесть, а сам Боргезе став кавалером Савойського військового ордена.
У травні 1943 року Боргезе прийняв командування Десятою флотилією MAS (Xª MAS), яка продовжувала діяти в Середземному морі і розробляти нові прийоми ведення бойових дій загонами спеціального призначення. Номер флотилії — данина знаменитому Десятому легіону Юлія Цезаря.

### 8 вересня 1943 року: капітуляція Італії
Після капітуляції Італії 8 вересня 1943 року Xª MAS була розформована. Частина військовиків приєдналася до Союзників у боротьбі проти Третього Рейху і його сателітів. Боргезе вирішив підтримати Італійську соціальну республіку і продовжити боротьбу пліч-о-пліч з німецькими військами.
12 вересня 1943 року він підписав союзний договір з Крігсмаріне. Багато-хто з його колег зголосились продовжити службу, і так постала відроджена Десята флотилія зі штаб-квартирою в місті Ла-Спеція. До кінця війни у ній налічувалось більше 18 000 військовослужбовців. Одним з підрозділів флотилії, групою «Гамма», командував виходець з України Еудженіо Волк.
У квітні 1945 року, коли американське командування виявило, що англійці дозволили комуністичним загонам під командуванням Йосипа Броза Тіто окупувати північний схід Італії аж до Венеції, Боргезе перевів більшість своїх бійців з Лігурії і П'ємонту до області Венето. Xª MAS звела лінію оборони на річці Тальяменто, де чинила опір комуністам аж до підходу військ Союзників.
Обороняючись від загонів Тіто та італійських комуністів, які їм допомагали, Десята флотилія втратила більше вісімдесяти відсотків особового складу, який був відправлений на цей фронт.
Наприкінці війни, Боргезе скористався допомогою офіцера Управління стратегічних служб Джеймса Енглтона, який одягнув його в американську форму та переправив з Мілана в Рим для допиту. Після цього Боргезе був засуджений італійським судом за співпрацю з нацистами «до 12 років позбавлення волі, однак термін зменшувався на 3 роки з огляду на славетні операції проведені ним під час війни, оборону північно-східного кордону від ІХ корпусу Тіто і оборону Генуезької гавані». Він був випущений з в'язниці після чотирьох років тюремного ув'язнення за рішенням Верховного Касаційного суду у 1949 році.

## Політична діяльність після війни

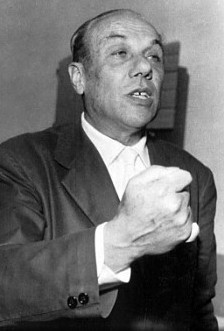
Юніо Валеріо Боргезе в 1970 році.

Маючи реноме героя війни і прибічника фашизму, він став помітною фігурою профашистського антикомуністичного руху відразу після завершення війни та отримав прізвисько «Чорний князь».
Боргезе написав передмову до книги італійського філософа-традиціоналіста Юліуса Еволи «Люди і руїни», у якій висловив ідеї створення нової, ідеалістичної, неофашистської аристократії на меритократичних принципах . Пізніше він написав воєнні мемуари, опубліковані в 1954 році в книзі під назвою «Морські дияволи». Він був пов'язаний з Італійським соціальним рухом (MSI) — неофашистською партією, утвореною після Другої світової війни колишніми прихильниками Беніто Муссоліні.
Згодом, виступаючи за більш жорстку політику, яку MSI не могла або не бажала реалізовувати, він вийшов з неї і заснував партію «Національний фронт».

### Спроба державного перевороту
Після зриву підготовки державного перевороту, запланованого на 8 грудня 1970 року (свято Непорочного зачаття), який також називають путчем Боргезе, він був змушений виїхати за кордон, щоб уникнути арешту і допиту. У 1984 році, через 10 років після смерті Боргезе, Верховний касаційний суд Італії постановив, що не існувало ніякої спроби державного перевороту.
Тим не менш, путч Боргезе є загальновідомим в Італії, а кінорежисер Маріо Монічеллі у 1973 році навіть зняв на цю тему сатиричний фільм «Хочемо полковників» (алюзія на Режим полковників у Греції). Головний герой фільму — гордовитий політик неофашистського спрямування на ймення Тритон. Режисер явно натякав на Боргезе, якого в Італії іноді називали «князем жаб», з огляду на його службу в підрозділі бойових плавців «Décima MAS».

### Останні роки і смерть
У останні роки життя Боргезе вважався політичним вигнанцем, контактів з яким уникали інші італійські аристократи через «екстремістські» політичні погляди і нехтування формальними нормами сучасного аристократичного етикету. Він помер за загадкових обставин в Кадісі 26 серпня 1974 року, у віці 68 років. У свідоцтві про смерть причиною загибелі вказано гострий панкреатит, але оскільки за кілька днів до цього його оглядав лікар і не виявив жодних проблем зі здоров'ям, висловлюються припущення, що передсмертний біль у животі, який з'явився відразу після вечері, міг бути породжений миш'яком.
Він похований у сімейній каплиці Боргезе в базиліці Санта Марія Маджоре у Римі.